# Indigofera cuneata
Indigofera cuneata là một loài thực vật có hoa trong họ Đậu. Loài này được Oliv. miêu tả khoa học đầu tiên.